# Mec Masrik
Mec Masrik – wieś w Armenii, w prowincji Gegharkunik. W 2011 roku liczyła 3132 mieszkańców.